# 雅各·艾洛迪
雅各·納撒尼爾·艾洛迪（英語：Jacob Nathaniel Elordi，1997年6月26日—），澳大利亞男演員。知名作品如Netflix的《親親小站》系列電影，以及電影《貓王與我》（2023年）與《萨特本》（2023年）；2019年起參演HBO電視劇《高校十八禁》。艾洛迪憑藉《萨特本》獲英國電影學院獎最佳男配角提名。

## 早年
雅各·艾洛迪1997年6月26日出生於昆士蘭州布里斯班，約翰（John）和梅莉莎·艾洛迪（Melissa Elordi）之子；他還有三個姊姊。艾洛迪擁有巴斯克血統。
艾洛迪曾就讀墨爾本的聖凱文學院和布里斯班的納吉學院。

## 作品列表

### 電影
| 年份 | 標題                    | 角色                    | 附註         |
| ---- | ----------------------- | ----------------------- | ------------ |
| 2015 | 《及時行樂連恩》（Carpe Liam）    | 連恩（Liam）                | 短片         |
| 2016 | 《麥斯與約瑟夫》（Max & Iosefa）    | 麥斯（Max）                | 短片；兼編劇 |
| 2018 | 《親親小站》            | 諾亞·弗林（Noah Flynn）           |              |
| 2018 | 《易燃的孩子》          | 好鬥者                  |              |
| 2019 | 《艾瑪·贊德：噩夢》（Emma Zander: Bad Dream） | 丈夫                    | 短片         |
| 2019 | 《停尸房收藏》          | 傑克（Jake）                |              |
| 2020 | 《親親小站2》           | 諾亞·弗林               |              |
| 2020 | 《2顆心》               | 克里斯（Chris）              |              |
| 2020 | 《傑出的鄧迪先生》      | 蔡斯·霍根（Chase Hogan）           |              |
| 2021 | 《親親小站3》           | 諾亞·弗林               |              |
| 2022 | 《深水》                | 瑞奇（Ricky）                |              |
| 2023 | 《甜蜜的东方》          | 伊恩（Ian）                |              |
| 2023 | 《他往那裡去》          | 鮑比·法爾斯（Bobby Falls）         | 兼執行製片人 |
| 2023 | 《普瑞希拉》            | 艾維斯·普里斯萊         |              |
| 2023 | 《萨特本》              | 菲利克斯·卡頓（Felix Catton）       |              |
| 2024 | 《噢，加拿大》          | 年輕的雷納德·法伊夫（Young Leonard Fife） |              |
| 2024 | 《快马驰情》            | 朱利爾斯（Julius）            | 兼執行製片人 |
| 2025 | 《科學怪人》            | 怪物                    |              |
| 2026 | 《咆哮山莊》            | 希斯克利夫              |              |
| 2026 | 《寂地》                | 席格（Hig）                |              |

### 電視
| 年份  | 標題             | 角色              | 附註                                 |
| ----- | ---------------- | ----------------- | ------------------------------------ |
| 2019– | 《高校十八禁》   | 奈特·雅各布斯（Nate Jacobs） | 主要演員                             |
| 2020  | 《為事業而演》   | 達西先生（Mr. Darcy）      | 單集：〈傲慢與偏見〉（Pride and Prejudice）             |
| 2024  | 《週六夜現場》   | 他自己（主持人）  | 單集：〈雅各·艾洛迪／蕾妮·拉普〉（Jacob Elordi / Reneé Rapp） |
| 2025  | 《行過地獄之路》 | 杜里戈·伊凡（Dorrigo Evans）   | 迷你劇；主要演員                     |

## 外部連結
- 雅各·艾洛迪在互联网电影资料库（IMDb）上的資料（英文）